# Касьянов, Алексей Александрович
Алексей Александрович Касьянов (1940—2019) — советский и российский военачальник, генерал-лейтенант (1993). Начальник штаба — первый заместитель командующего 27-й гвардейской ракетной армии (1988—1993). Командующий 33-й гвардейской ракетной армии (1993—1995).

## Биография
Родился 1 июня 1940 года в городе Адлере, Краснодарского края.
С 1958 по 1963 год обучался в Пермском высшем командно-инженерном училище. С 1963 года направлен в Ракетные войска стратегического назначения СССР (с 1992 года — Ракетные войска стратегического назначения Российской Федерации), где служил на различных командно-инженерных должностях, в том числе: инженера-техника, старшего инженера-техника, заместителя командира и командира группы пуска ракет.
С 1970 по 1973 год обучался на инженерном факультете Военной академии имени Ф. Э. Дзержинского. С 1973 по 1975 год — начальник штаба и заместитель командира, а с 1975 по 1979 год — командир 558-го ракетного полка в составе 14-й ракетной дивизии. В состав полка при руководстве А. А. Касьянова входили десять шахтных пусковых установок с межконтинентальными баллистическими ракетами «РТ-2». С 1979 по 1981 год — начальник штаба и заместитель командира, а с 1981 по 1986 год — командир 60-й ракетной дивизии, в составе 27-й гвардейской ракетной армии. В частях дивизии под руководством А. А. Касьянова входили ракетные установки с межконтинентальными баллистическими ракетами шахтного базирования «УР-100», «УР-100Н УТТХ» и «РТ-23 УТТХ». 17 декабря 1982 года приказом МО СССР № 0229 за успехи в боевой и политической подготовке и в связи с 60-летием со дня образования СССР дивизии под руководством А. А. Касьянова было присвоено почётное наименование Имени 60-летия СССР.
С 1986 по 1988 год — заместитель командующего 31-й ракетной армии по боевой подготовке. С 1988 по 1993 год — начальник штаба — первый заместитель командующего и член Военного совета 27-й гвардейской ракетной армии. С 1993 по 1995 год — командующий 33-й гвардейской ракетной армии в составе соединений армии под руководством А. А. Касьянова имелись ракетные комплексы Р-36М2, РТ-2ПМ «Тополь», РС-24 и  РС-26.
С 1995 года в запасе Вооружённых сил Российской Федерации. С 1996 по 2002 год — советник губернатора по вопросам безопасности и председатель комитета по безопасности администрации Омской области.
Скончался 19 июня 2019 года в городе Владимире.

## Награды
- Орден «За военные заслуги» (1995)
- Орден «За службу Родине в Вооружённых Силах СССР» II (1977) и III (1986) степени[1]